# Harold Hagen
Harold Christian Hagen, né le 10 novembre 1901 à Crookston (Minnesota) et mort le 19 mars 1957 à Washington D.C., est un homme politique américain.

## Biographie
Issu d'une famille d'origine norvégienne et de confession luthérienne, il fait ses études au St. Olaf College (en) à Northfield dans le Minnesota en 1917.
Il occupe plusieurs fonctions avant de s'établir comme journaliste, rédacteur en chef et éditeur d'un journal de langue norvégienne de 1920 à 1928. Il est également professeur d'histoire au lycée en 1928. Entre 1928 et 1932, il rejoint la rédaction d'une journal local de Crookston.
De 1934 à 1942, il est secrétaire pour le représentant du Minnesota Richard T. Buckler (en) — son prédécesseur. Il est élu à la chambre des représentants pour le 9e district du Minnesota en 1942 sous l'étiquette du Parti fermier-ouvrier (en) qu'il quitte en 1944 pour rejoindre le Parti républicain. Il est réélu plusieurs fois jusqu'à échouer en 1954 face à la candidate du Parti démocrate-fermier-ouvrier Coya Knutson.
Après son échec, il poursuit une carrière dans les relations publiques à Washington et décède dans cette même ville le 19 mars 1957. Il est enterré dans sa ville natale de Crookston dans le Minnesota.